# فال‌گوشی
فالگوش‌نشینی، فالگوشی از آیین‌های کهن نوروزی آیین فالگوش نشستن است. این آیین در بیشتر نقاط ایران به دست فراموشی سپرده شده ولی برای نمونه هنوز در تالش اران و دیگر نقاط جمهوری آذربایجان رواج دارد. فالگوش نشستن به معنی محرمانه گوش کردن از پشت در خانه هاست و به هنگام نوروز جوانان چه دختر و چه پسر به کوچه‌ها می‌آمدند و با خود دستمالهایی آورده و آنها را به درون خانه‌ها می‌انداختند تا صاحبخانه‌ها آن دستمال‌ها را با آجیل یا هدیه نقدی و جنسی پر کند. مردم محل می‌دانستند که جوانان پیش از دستمال انداختن پشت در فالگوش می‌نشینند و مراقب صحبت خود بودند.